# John Finn
John Finn (Nova Iorque, 30 de setembro de 1952) é um ator americano conhecido por seus papéis nas séries televisivas Cold Case e EZ Streets.
Ele se formou na Eldred Central School, em Eldred, Nova York, no ano de 1970. Foi da Marinha por alguns anos e depois entrou no show business.
No currículo do ator estão incluídas as séries Dawson's Creek, The Practice, Arquivo X, Strange World, NYPD BLUE (ele também apareceu duas outras vezes em Blue, como outros personagens), Chicago Hope, e oito episódios de Brooklyn South. Além disso, Finn interpretou Earl Sutton em The Walking Dead.
Finn também participou dos filmes Caçado (2003), Prenda-me Se For Capaz (2002), Crime Verdadeiro (1999), Turbulence (1997), Contagem Regressiva (1994), O Dossiê Pelicano (1993) e Tempo de Glória (1989).